# Uintaterins
Els uintaterins (Uintatheriinae) són una subfamília extinta de mamífers dinocerats de la família dels uintatèrids que visqueren a Àsia i Nord-amèrica durant l'Eocè. Se n'han trobat restes fòssils als Estats Units i la Xina. Aquest grup conté els uintatèrids dotats de banyes. A més a més, es distingeixen dels gobiaterins pel fet de tenir hipocons destacats a les dents molars superiors. Bathyopsis, el gènere més primitiu d'aquesta subfamília, és el tàxon germà d'un clade format per tots els altres, mentre que Eobasileus és el uintaterí més derivat.